# Noyelle-Vion
 Noyelle-Vion  es una población y comuna francesa, situada en la región de Norte-Paso de Calais, departamento de Paso de Calais, en el distrito de Arras y cantón de Avesnes-le-Comte.

## Demografía
| 244 | 263 | 252 | 265 | 261 | 260 |
| Para los censos de 1962 a 1999 la población legal corresponde a la población sin duplicidades (Fuente: INSEE [Consultar]) |     |     |     |     |     |